# Zygophylax valdiviae
Zygophylax valdiviae är en nässeldjursart som beskrevs av Eberhard Stechow 1923. Zygophylax valdiviae ingår i släktet Zygophylax och familjen Lafoeidae. Inga underarter finns listade i Catalogue of Life.